# چپالونی
چپالونی (به ایتالیایی: Ceppaloni) یک کومونه در ایتالیا است که در استان بنونتو واقع شده‌است.

## خصوصیات
چپالونی ۲۳٫۷ کیلومترمربع مساحت و ۳٬۴۲۸ نفر جمعیت دارد و ۳۶۸ متر بالاتر از سطح دریا واقع شده‌است.